# Sandfall Interactive
Sandfall Interactive ist ein eigenständiger Spieleentwickler mit Sitz im französischen Montpellier. Gegründet wurde es 2020 von Guillaume Broche. Bekannt wurde das Studio mit seinem Erstlingswerk Clair Obscur: Expedition 33 aus dem Jahre 2025.

## Geschichte
Sandfall Interactive wurde 2020 von Guillaume Broche gegründet, der zu dieser Zeit bei Ubisoft arbeitete. Sein Motiv war der Wunsch, ein JRPG in der Tradition von Final Fantasy zu verwirklichen. Sein Kernteam rekrutierte er über Anfragen über Plattformen wie Reddit oder Soundcloud. Der Publisher Kepler Interactive finanzierte die Entwicklung. Ein Team von knapp 10 Personen startete die Entwicklung und wuchs im Folgenden auf ca. 30 Personen an, sie stammten unter anderem von Studios wie Square Enix und From Software.

## Entwicklung von Clair Obscur
Das Spielkonzept sollte sich nicht an den aktuellen Trends in der Spielebranche orientieren. Broche wollte ein „rundenbasiertes RPG mit HD-Grafik“ entwickeln, was in dieser Form aktuell nicht existiere. Für die Entwicklung des in fünf Jahren fertiggestellten Erstlingswerks „Clair Obscur: Expedition 33“ bei einem großen Publisher wären laut Broche ein Vielfaches der Zeit notwendig gewesen, da neue Spielkonzepte und -marken dort lange und intensiv geprüft würden.
Das Studio startete zunächst mit der Entwicklung eines düsteren Steampunk-RPG. Nach monatelanger Konzeptarbeit stießen Broche und Hauptautorin Jennifer Svedberg-Yen das Konzept vollständig um und fokussierten sich auf die Ästhetik der französischen Belle Epoque. Das Spiel wurde vom Sandfall Interactive-Kernteam entwickelt, wobei zahlreiche externe Akteure zuarbeiteten. Nach dem Release April 2025 entwickelte sich das Spiel schnell zum Überraschungserfolg und wurde mehrfach zum bislang besten Spiel des Jahres 2025 erklärt.

## Rezeption
Frankreichs Präsident Emmanuel Macron lobte die Entwickler als „leuchtendes Beispiel für die Kühnheit und Kreativität Frankreichs.“ Das Studio wurde für den Mut gelobt, neue und originelle Spielkonzepte einzusetzen und zeige Spieleentwicklern, dass es Alternativen jenseits ermüdender Mega-Franchises gebe. Sandfall habe weiterhin gezeigt, dass Spiele mit herausragender Grafik und langer, abwechslungsreicher Spieldauer deutlich unter den Preisen aktueller Triple-A-Produktionen vertrieben werden können.

## Aktuelle Entwicklung
Ein Folgeprojekt sei laut Sandfall bereits in der Entstehung. Für Clair Obscur sind aktuell keine DLCs geplant, eine Filmadaption wird vorbereitet.